# Raffinerie de Wood River
La raffinerie de Wood River, située à Roxana en Illinois aux États-Unis, est exploité conjointement par Phillips 66 et Cenovus Energy. Depuis son extension en 2011, la capacité de cette raffinerie de pétrole a été portée à 356 000 barils par jour.